# Estrella de la Mort
L'Estrella de la Mort (també anomenada Estel de la Mort) és una estació espacial de combat fictícia de la saga La Guerra de les Galàxies. La seva arma principal és un súper làser amb la capacitat d'anihilar un planeta sencer. Va ser utilitzada per destruir Alderaan, el planeta natal de la princesa Leia que fou destruït per l'Estrella de la Mort en la pel·lícula Star Wars episodi IV: Una nova esperança. L'Estrella de la Mort fou destruïda en la primera pel·lícula de la saga de La Guerra de les Galàxies tot i que aparegué de nou —en fase de reconstrucció— posteriorment, i també apareix a Rogue One: A Star Wars Story on un grup d'herois emprenen una missió per robar els plànols de la mateixa Estrella de la Mort. El 2017 es destacà en algunes xarxes socials la semblança d'aquesta estació espacial fictícia amb la lluna de Saturn Mimas captada per la nau espacial de la NASA Cassini.